# مونتیی
مونتیی (به فرانسوی: Montilly) یک کمون در فرانسه است که در اوورنی-رون-آلپ واقع شده‌است. مونتیلی ۲۲٫۰۹ کیلومتر مربع مساحت دارد ۲۰۸ متر بالاتر از سطح دریا واقع شده‌است.